# جورج ميخائيل
جورج ميخائيل (بالإنجليزية: George Michael)‏ هو مهندس وعالم حاسوب وفيزيائي أمريكي، ولد في 1926، وتوفي في 2008.